# Club des experts de la sécurité de l’information et du numérique
 (avril 2025).
Le CESIN (ou Club des Experts de la Sécurité de l’Information et du Numérique) est une association française régie par la Loi de 1901, fondée en juillet 2012. Elle regroupe des professionnels de la cybersécurité afin de promouvoir le partage d’expériences, la professionnalisation du secteur et la diffusion de bonnes pratiques en matière de sécurité de l’information et des systèmes numériques.

## Objectifs
L'association se donne pour mission de fédérer les responsables de la sécurité des systèmes d’information (RSSI) et les experts du domaine, issus du secteur privé comme du secteur public. Elle constitue une plateforme d’échange indépendante, facilitant le dialogue sur les enjeux de la cybersécurité.

## Organisation et communautés
Le CESIN est structuré autour de plusieurs groupes de travail appelés « communautés », qui abordent des thématiques spécifiques : Communauté Grandes Entreprises et Administrations; Communauté Entreprises de Taille Intermédiaire; Communauté Cybersécurité industrielle (OT/IoT) et Communauté Cybersécurité Opérationnelle. Ces groupes contribuent à la production de contenus et à la diffusion de bonnes pratiques.

## Publications
Le CESIN publie régulièrement des études, guides et enquêtes, dont un baromètre annuel de la cybersécurité en partenariat avec l’institut OpinionWay. Ce baromètre est une référence pour suivre l’évolution des menaces et des pratiques professionnelles dans le domaine. Le club diffuse également des sondages hebdomadaires appelés Instantanés du CESIN.

## Plateforme collaborative
L’association met à disposition de ses membres une plateforme numérique dédiée au partage d’informations techniques et méthodologiques, incluant des groupes de discussion privés.

## Événements
Le CESIN organise plusieurs types d'événements : des sessions plénières thématiques ; un congrès annuel à Reims avec conférences et ateliers ; une université d’été en Île-de-France, alternant travail collaboratif et activités de networking ; des conférences en ligne Parole d'Experts ; des labs (groupes de travail temporaires autour d’un projet).

## Gouvernance
Président fondateur : Alain Bouillé (2012 – 2019)
Présidente : Mylène Jarossay (2019 - 2025)
Président actuel : Fabrice Bru (Depuis 2025). Le CESIN élit chaque année un conseil d'administration chargé de définir les orientations stratégiques de l'association et de représenter ses membres.

## Adhésion
Le CESIN regroupe aujourd’hui en 2025, plus de 1200 membres actifs, tous professionnels de la cybersécurité. Il compte aussi des membres associés issus d’institutions telles que : l’ANSSI; la Gendarmerie nationale; le Commandement Cyber Gendarmerie; la CNIL;Cybermalveillance.gouv.fr; la Préfecture de Police; la Police judiciaire; le Ministère de l’Intérieur ou le Ministère de la Justice.